# Cryptovelia terrestris
Cryptovelia terrestris är en insektsart som beskrevs av Andersen och Polhemus 1980. Cryptovelia terrestris ingår i släktet Cryptovelia och familjen vattenspringare. Inga underarter finns listade i Catalogue of Life.